# Aleksei Mamonov
Aleksei Igorevich Mamonov (tiếng Nga: Алексей Игоревич Мамонов; sinh ngày 14 tháng 4 năm 1993) là một cầu thủ bóng đá người Nga. Anh thi đấu cho FC Veles Moskva.

## Sự nghiệp câu lạc bộ
Anh ra mắt tại Giải bóng đá ngoại hạng Nga cho F.K. Volga Nizhny Novgorod vào ngày 13 tháng 5 năm 2012 trong trận đấu với F.K. Amkar Perm.